# Biser Michajłow
Biser Michajłow (ur. 30 czerwca 1943, zm. 12 sierpnia 2020) – bułgarski piłkarz, występujący na pozycji bramkarza. Jest wychowankiem Lewskiego Sofia, w którym grał aż do końca swojej kariery. Trzynaście lat spędzonych w klubie ze stolicy kraju zostało okraszonych zdobyciem czterech tytułów mistrza (1965, 1968, 1970 i 1974) oraz trzech Pucharów Armii Sowieckiej (1967, 1970 i 1971), ponadto Michajłow brał udział w pierwszym udanym występie Lewskiego na arenie międzynarodowej - w sezonie 1969–1970 podopieczni Wasyla Spasowa dotarli do ćwierćfinału Pucharu Zdobywców Pucharów. W barwach reprezentacji Bułgarii rozegrał pięć meczów.
Jest założycielem piłkarskiej dynastii; jego syn Borisław oraz wnuk Nikołaj poszli w jego ślady i związali swoją przyszłość z piłką nożną oraz Lewskim. Borisław był bramkarzem reprezentacji m.in. podczas Mundialu 1994, na którym Bułgarzy zajęli czwarte miejsce, a od 2005 roku jest prezesem Bułgarskiego Związku Piłki Nożnej; Nikołaj (gra również na pozycji bramkarza) po kilku latach spędzonych w Lewskim latem 2007 roku przeszedł do Liverpool.